# Phaedropsis bipunctalis
Phaedropsis bipunctalis là một loài bướm đêm trong họ Crambidae.